# Тениска сезона Новака Ђоковића у 2013. години
Ђоковић је почео сезону на егзибиционом турниру у Абу Дабију. Иако се турнир играо од 27. до 29. децембра 2012. године, припада тениској сезони 2013. Поред Ђоковића, учествовали и Типсаревић, Бердих, Мари, Ферер и Николас Алмагро, који је заменио болесног Надала Ђоковић је био слободан у четвртфиналу, а у полуфиналу је поразио Давида Ферера, 6:0, 6:3. У финалу је играо против Алмагра и победом у три сета одбранио титулу из претходне године.
Заједно са Аном Ивановић учествовао је на Хопман купу 2013. Били су распоређени у групу са Аустралијом, Италијом и Немачком. Прошли су у финале против Шпаније са све три победе (једном резултатом 3:0 и две са 2:1). Иако је Ђоковић победио у свом мечу против Вердаска, Ивановићева је изгубила од Анабел Медине Гаригес, а потом су изгубили и у мешовитом пару, па је трофеј припао Шпанији.
На Отвореном првенству Аустралије Ђоковић је био двоструки бранилац титуле. У прва три кола је победио Пола-Анрија Матјеа, Рајана Харисона и Радека Штјепанека без изгубљеног сета. У четвртом колу је одиграо маратонски меч од 5 сати и 2 минута против Станисласа Вавринке, који је завршен резултатом 1:6, 7:5, 6:4, 6:7(5), 12:10. Ово је био први пут да је Ђоковић играо пети сет на разлику. Потом, у четвртфиналу, савладао је Томаша Бердиха у четири сета. У финале је прошао после брзе победе над Давидом Ферером, 6:2, 6:2, 6:1 У трећем узастопном финалу овог гренд слема противник је био Енди Мари. Ђоковић је добио и тај меч резултатом 6:7(2), 7:6(3), 6:3, 6:2 и тако освајио свој шести гренд слем трофеј у каријери Такође, постао је једини играч који је у Опен ери освојио Отворено првенство Аустралије три пута заредом и изједначио рекорд Агасија и Федерера по броју укупних титула (4). Ово је био први турнир који је Ђоковић освојио више од три пута.
Ђоковић је наступао за репрезентацију Србије у првом колу Дејвис купа, против Белгије. Победио је у свом мечу против Оливија Рохуса са 3:0 у сетовима, а Србија је обезбедила пласман у четвртфинале.
Други професионални турнир на ком је Ђоковић учествовао био је АТП Дубаи. Освојио га је без изгубљеног сета. У финалу је победио Томаша Бердиха. На турниру се такође такмичио у конкуренцији парова са својим братом Марком, али су елиминисани у првом колу.
Ђоковић је учествовао на егзибиционим мечевима у Лос Анђелесу, где је у појединачној конкуренцији савладао Мардија Фиша. У конкуренцији парова Ђоковић је играо са својим идолом из детињства, Питом Сампрасом, против браће Брајан, али су изгубили тај меч.
Потом је Ђоковић играо на првом Мастерсу у сезони, Индијан Велсу. Поновио је резултат из претходне године, када је стигао до полуфинала, у коме га је овог пута зауставио Дел Потро, задајући Србину први пораз у сезони. На Мастерсу у Мајамију Ђоковић је био двоструки бранилац титуле. Лако је победио Росола и Девармана, али га је већ у четвртом колу избацио Томи Хас.
Заједно са колегама из репрезентације Србије, Ђоковић је учествовао у четвртфиналном мечу Дејвис купа против Сједињених Америчких Држава. Сусрет две репрезентације отворили су Ђоковић и Џон Изнер, а Србин је донео вођство свом тиму победивши са 3:0 у сетовима. У свом другом мечу, против Сема Кверија, Ђоковић је искренуо зглоб десне ноге. После медицинског тајм-аута наставио је меч, успевши да донесе одлучујући бод Србији резултатом 3:1.
Због повреде зглоба Ђоковић није био сигуран да ли ће моћи да учествује на Мастерсу у Монте Карлу. Ипак, један дан пред свој меч најавио је да је спреман да игра У прва два меча, против Јужног и Монака, Ђоковић је морао да преокреће резултат после изгубљеног првог сета. У четвртфиналу и полуфиналу је са 2:0 победио Јарка Нијеминена и Фабија Фоњинија. Ђоковић се у финалу, после више од десет месеци, сусрео са старим ривалом Рафаелом Надалом. Добио је тај меч резултатом 6:2, 7:6(1) и тако постао први играч који је освојио осам од девет Мастерс турнира. На наредном турниру из Мастерс серије у Мадриду, поражен је у другом колу од бугарског тенисера Григора Димитрова у три сета. На Мастерсу у Риму, успео је да стигне до четвртфинала где је изгубио од Томаша Бердиха у три сета, иако је имао велику предност од 6:2, 5:2.
Други гренд слем у сезони, Ролан Гарос, Ђоковић је започео победом против Давида Гофана у првом колу у три неизвесна сета. Био је убедљивији у другом колу где је добио меч против Гвида Пеље са 6:2, 6:0, 6:2. У трећем колу Ђоковић је добио меч против Григора Димитрова. У четвртом колу после изгубљеног првог сета је победио Филипа Колшрајбера из Немачке (4:6, 6:3, 6:4, 6:4). Достигао је 16. узастопно гренд слем четвртфинале, у ком је без изгубљеног сета победио Томија Хаса. У полуфиналу Рафаел Надал је победио Ђоковића са 6:4, 3:6, 6:1, 6:7(3), 9:7, иако је српски тенисер имао брејк предности у петом сету.
Пре Вимблдона, Ђоковић је одиграо егзибиционе мечева на „Будлс челенџу“, где су учествовали и Јанко Типсаревић, Марин Чилић, Григор Димитров, Томаш Бердих, Хуан Мартин дел Потро, Ришар Гаске и још неколико тенисера.
На Вимблдону 2013, Ђоковић је у првом колу победио Немца Флоријана Мајера са 3:0 у сетовима. И у наредним мечевима, све до полуфинала, није изгубио сет. Савладао је Бобија Рејнолдса, Жеремија Шардија, Томија Хаса и Томаша Бердиха. У полуфиналу Ђоковић је победио Хуана Мартина дел Потра резултатом 7:5, 4:6, 7:6(2), 6:7(6), 6:3. Своје друго вимблдонско финале српски тенисер је изгубио од Ендија Марија, не освојивши ниједан сет.
На америчкој серији турнира Ђоковић је имао слабије резултате у поређењу са претходним годинама, пошто није успео да освоји ниједну титулу. На Роџерс купу у Монтреалу имао је тежак посао у трећој рунди против Узбекистанца Дениса Истомина, али је успео да добије меч са 2:6, 6:4, 6:4. У четвртфиналу је лако савладао Ришара Гаскеа, кога је претходне године победио у финалу истог турнира. У полуфиналу Рафаел Надал је елиминисао Ђоковића после неизвесног меча резултатом 6:4, 3:6, 7:6(2). Мастерс у Синсинатију Ђоковић је започео победама против Хуана Монака и Давида Гофана. У четвртфиналу је, међутим, изгубио од Џона Изнера.
На последњем гренд слем турниру у сезони, Отвореном првенству САД, Ђоковић је прошао до четвртфинала без изгубљеног сета, а посебно убедљив био је против Марсела Гранољерса, кога је савладао са 6:3, 6:0, 6:0 у четвртој рунди. У четврфиналу је победио Руса Јужног са 3:1 у сетовима. Полуфинале је Ђоковићу донело још један дуел од пет сетова против Станисласа Вавринке. Швајцарац је поново био близу тријумфа, али је Србин славио са 2:6, 7:6(4), 3:6, 6:3, 6:4. У свом четвртом узастопном Ју-ес опен финалу Ђоковић је играо против Рафаела Надала. То је био 37. дуел Србина и Шпанца, чиме су оборили рекорд који су држали Иван Лендл и Џон Мекинро по броју међусобно одиграних мечева. Након што је изгубио први сет, Ђоковић је изједначио, а затим и повео у трећем, у коме је имао шансу да преокрене резултат у своју корист. Међутим, Шпанац се вратио у меч и освојио трећи сет, а затим брзо привео сусрет крају за своју тринаесту гренд слем титулу.
Само неколико дана после финала у Њујорку, Ђоковић је стигао у Београд на полуфинални сусрет Дејвис купа између Србије и Канаде. Свом тиму је донео два поена победама против Поспишила и Раонића. Одлучујући поен Србији донео је Јанко Типсаревић трећег дана сусрета.
Азијску серију Новак Ђоковић је по традицији почео АТП 500 турниром у Пекингу. Једини меч у којем је имао потешкоће био је против Фернанда Вердаска у другом колу. У финалу је победио Надала, прекнувши низ од три пораза у међусобним дуелима. Одбранио је титулу у Пекингу и постао први четворостуки освајач тог турнира. Ипак, Надал је самим пласманом у финале обезбедио повратак на прво место АТП листе и претекао Ђоковића на њој. Поред појединачне конкуренције, Ђоковић се у престоници Кине такмичио и у паровима. Партнер му је био Станислас Вавринка. Швајцарац и Србин су на старту турнира направили велико изненађење, избацивши друге носиоце Линштеда и Бупатија резултатом 6:3, 6:3. Још убедљивији су били у другом колу, где су победили Немце Хаса и Мајера. Полуфинални меч су, међутим, били принуђени да предају због Вавринкине повреде
Следећи турнир у Ђоковићевом распореду био је Мастерс у Шангају, који је био освојио прошле године. Успео је да одбрани титулу победом над Цонгом у полуфиналу и Дел Потром у финалу (6:1, 3:6, 7:6). Ђоковић је овиме дошао до своје друге Мастерс титуле у сезони, рекордне седме освојене титуле у Кини и двадесете узастопне победе на тлу те земље.
Своју јубиларну четрдесету титулу, а шеснаесту из Серије 1000, Ђоковић је освојио на Мастерсу у Паризу. Турнир је почео победом над младим домаћим играчем Ербером. У следећа два кола Ђоковић је савладао два играча који су му задавали доста проблема ове сезоне, Џона Изнера и Станисласа Вавринку. У полуфиналу се, после скоро годину дана, поново састао са Роџером Федерером. Успео је да победи Швајцарца са 2:1 у сетовима и смањи заостатак у међусобним дуелима. Ђоковић је у финалу победио Давида Ферера са 7:5, 7:5, иако је Шпанац у оба сета сервирао за њихово освајање.
На завршном турниру сезоне Ђоковић је, као други носилац и бранилац титуле, распоређен у групу Б. Прошао је у полуфинале као првопласирани, са све три победе: против Федерера, Дел Потра и Гаскеа. У полуфиналу се суочио са другопласираним из групе А, Станисласом Вавринком, кога је победио резултатом 6:3, 6:3. Ђоковић је у финалу савладао првог тенисера света, Рафаела Надала, и тако одбранио титулу из претходне године и освојио свој трећи АТП Завршни шампионат.
Неколико дана касније, Ђоковић је учествовао на финалном сусрету Дејвис купа између Србије и Чешке, у београдској Комбанк арени. Иако је победио са максималних 3:0 у оба своја меча, против Радека Штјепанека и Томаша Бердиха, српска репрезентација је изгубила преостала три меча, те је популарна „Салатара“ припала Чешкој, другу годину за редом.
Сезону 2013. Ђоковић је завршио на другом месту АТП листе. Остварио је однос победа и пораза 74:9 (88%) и освојио седам турнира: Отворено првенство Аустралије, Завршни мастерс, Мастерсе у Монте Карлу, Шангају и Паризу и два турнира из 500 серије, Дубаи и Пекинг. Посебно успешан је био у јесењем делу сезоне, у којем је освојио четири турнира за редом, направио низ од 24 победе и 13 пута савладао играче из првих 10.
Након званичног краја сезоне, Ђоковић је заједно са Рафаелом Надалом отпутовао у Јужну Америку, где је у Чилеу и Аргентини одиграо неколико егзибиционих мечева са својим највећим ривалом. Повод за мечеве били су пензионисања тенисера Николаса Масуа и Давида Налбандијана. Том приликом Ђоковић и Надал су одиграли егзибициони меч на леденој реци глечера Перито Морено, под покровитељством Националног института за туристичку промоцију Аргентине.